# Kostel svatého Michala (Šarišské Michaľany)
Kostel svatého Michala je farní římskokatolický kostel, který se nachází v obci Šarišské Michaľany v okrese Sabinov na Slovensku. Je národní kulturní památkou Slovenska a náleží farnosti Šarišské Michaľany děkanátu Sabinov arcidiecéze košické.

## Historie
První písemná zmínka o kostele pochází ze 14. století a v roce 1314 je zmiňován románský kostel. Další zmínka pochází až z roku 1666. V roce 1733 byl kostel uváděn jako kamenný, malý a starý. V roce 1775 kostel vyhořel. Přestavba kostela začala v roce 1778 a byla dokončena v roce 1785. Prostředky na stavbu byly získány od rolníků a od hraběte Jozefa Sirmayho. Kostel vysvětil sabinovský kanovník a děkan Karol Ludvik 29. září 1785. Dne 16. července 1904 při požáru obce byl ohněm poškozen i kostel. V roce 1911 byl obnoven a vnitřek kostela byl vymalován. V roce 1935 za finanční podpory Gejzy Pulzského byla vyměněna šindelová střecha kostela za eternitovou. V roce 1947 byla do kostela zavedena elektřina a na věž nainstalován hromosvod.

## Popis

### Exteriér
Kostel je jednolodní pozdně barokní zděná omítaná stavba postavena na půdorysu obdélníku s půlkruhovým závěrem, vestavěnou věží ve štítovém průčelí a sakristií na severní straně. Fasáda je členěna lizénovými rámy. Ve štítovém průčelí věž vystupuje v podobě rizalitu, kde nad kordonovou římsou přechází do hranolu věže, která je nad hlavní římsou ukončena stanovou střechou s makovicí a křížem. Celková výška věže je 34 m.

### Interiér
Prostory interiéru jsou sklenuty pruskými plackami, jejichž meziklenbové pasy nasedají na římsy přízedních pilířů.  Hlavní oltář byl vyroben v roce 1911 v barokním stylu firmou Jozef Rifesser, st. Urlich Gröden, Tyrolsko. Ve středu oltáře stojí socha svatého Michaela archanděla, na epištolní straně stojí svatý Jáchym, na evangelijní straně stojí svatá Anna s Pannou Marií a nad nimi dva andělé s trubkami. Původní obraz svatého Michala je v obřadní síni obecního úřadu (Darholcovský kaštel). Po stranách oltáře na epištolní straně stojí socha svatého Pavla a na evangelijní straně svatý Petr.  V lodi na epištolní straně je boční oltář zasvěcený Nejsvětějšímu srdci Ježíšovu a na evangelijní straně je boční oltář Panny Marie Lurdské. Pod oltářem je krypta s přístupem zvenčí. Na kruchtě jsou dvojmanuálové varhany s pedálem vyrobené v roce 1958 varhanářem Štefanem Gáborem z Košic.
K uměleckým raritám kostela patří barokní monstrance a kalich z 18. století, které zhotovil levočský mistr zlatník Jan Szilassy. Na kalichu je nápis:„Illustrissimus D. Comes Tomas Szirmay pie curovit pro ecclesia Szent Michaliensi anno 1753“  Druhý kalich je z roku 1762. Až do roku 1916 se v kostele nacházelo starobylé měděné lavabo z roku 1766 s vyobrazením Rákocziho erbu na rukojeti (nyní v Národním muzeu v Budapešti).

### Zvony
V roce 1733 u kostela stála dřevěná zvonice se dvěma zvony. Při požáru v roce 1904 se zvony roztavily. V době první světové války 2. října 1916 byly rekvírovány dva zvony. Nové zvony, které ulil Adolf Friedmann ze Sabinova, byly vysvěceny 29. září 1923. Nové zvony byly zavěšeny do věže 18. srpna 1962 a dostaly elektrický pohon.